# Bonus Sports Marketing
Bonus Sports Marketing (BSM) és una empresa de consultoria i màrqueting esportiu fundada l'any 2002 a Barcelona.

## Història
BSM va ser creada per l'empresari català Alexandre Rosell i Feliu, també conegut com a Sandro Rosell, que posava al servei de la nova empresa tots els coneixements adquirits en el món del màrqueting esportiu durant el seu pas pel COOB 92, per la filial espanyola de la multinacional International Sport and Leisure (ISL) i per la delegació de la multinacional Nike a Brasil i a l'Amèrica del Sud. El 2002, Sandro Rosell va deixar el seu càrrec a la Nike per retornar a Barcelona amb la seva família, deixar l'empresa privada i dedicar-se de ple al món dels negocis.
Durant la campanya electoral de les eleccions de 2010 a la presidència del Futbol Club Barcelona, Sandro Rosell va assumir el compromís públic de vendre's l'empresa BSM si guanyava les eleccions. Va sorprendre molt aquesta promesa, ja que no era cap requisit obligatori, però Rosell va declarar que ho feia per concentrar-se plenament en la gestió del club. A partir de les confuses explicacions donades per Sandro Rosell sobre la suposada venda de la seva empresa, es va començar a conèixer que BSM tenia un historial especialment controvertit.

## Controvèrsies
El 2008, Bonus Sports Marketing tenia els drets per organitzar un partit amistós a Brasilia entre Brasil i Portugal. En ser un requisit imprescindible que l'empresa organitzadora fos brasilera, Rosell va crear l'empresa Ailanto Marketing Ltda. La nova empresa es va encarregar d'organitzar el partit, però la fiscalia de Brasilia va denunciar als organitzadors per considerar que s'havien comès diverses irregularitats. El cas encara continua obert als tribunals de Brasil.
El 13 de desembre del 2010, ja com a president del club, Sandro Rosell va assegurar que havia venut BSM durant l'estiu al grup saudí, Dallah Albaraka Group (DAG). Posteriorment es va conèixer que l'empresa compradora, el juny de 2011, era Sports Investment Offshore SAL, una empresa libanesa propietat de Shahe Ohannessianm, que era amic de Sandro Rosell i company d'estudis a l'escola de negocis ESADE. L'esposa de Rosell, Marta Pineda, va continuar com a administradora de la societat i la seu va ser traslladada a un altre local propietat de Sandro Rosell.
El 2007, Bonus Sports Marketing es va adjudicar la gestió de l'Acadèmia Aspire de Qatar. El generós contracte aconseguit per BSM per a desenvolupar el projecte Aspire Football Dreams de reclutament de joves talents de cara els mundials de Qatar de 2022, va facilitar el posterior contracte de patrocini de la samarreta entre el Govern de Qatar i el Futbol Club Barcelona.
El dia 22 de maig de 2017, Sandro Rosell va ser detingut i acusat d'un delicte de blanqueig de capitals. En l'auto de presó provisional del jutjat d'instrucció núm. 3 de Madrid, de l'anomenada Operació Rimet, apareix l'empresa Bonus Sports Marketing com una peça clau en l'entramat de blanqueig de diners del qual s'acusava Sandro Rosell. Acusació de la qual va ser absolt el 24 d'abril de 2019.
Amb la publicació, el juny de 2017, del document íntegre del denominat Infome Garcia sobre la investigació de les adjudicacions dels mundials de 2018 i 2022, es va conèixer el decisiu paper que hauria tingut Sandro Rosell, gràcies a la relació de BSM amb Qatar, en l'adjudicació dels mundials de 2022 a la candidatura de Qatar.